# 短萼齿棘豆
短萼齿棘豆（学名：[Oxytropis melanocalyx var. brevidentata] 错误：{{Lang}}：文本有斜体标记（帮助））为豆科棘豆属下的一个变种。